# Federazione calcistica della Nuova Caledonia
La Federazione calcistica della Nuova Caledonia (in francese Fédération Calédonienne de Football, acronimo FCF) è l'ente che governa il calcio in Nuova Caledonia.
Fondata nel 1928, si affiliò alla FIFA nel 2004, e all'OFC nel 1969. Ha sede nella capitale Numea e controlla il campionato nazionale, la coppa nazionale e la nazionale del paese.